# Anna Björk
För filmproducenten med samma namn, se Anna Björk (producent) (född 1965)
Anna Cecilia Björk, född 12 mars 1970 i Trollhättan, är en svensk skådespelare.

## Biografi
Björk växte upp i Umeå och spelade där i barn- och ungdomsteater. Därefter flyttade hon till Stockholm där hon gick teaterlinjen på Södra Latin. Men hon övergav tillfälligt skådespelarplanerna och började istället att arbeta på daghem. Efter att blivit tipsad om en provspelning fick hon en roll som upprorisk tonårsflicka i Dramatens uppsättning av Mats Wahls pjäs Finns vi? (1989). Hon imponerade så pass på Dramatens ledning att hon fick anställning som elev, vilket inte hade hänt sedan Dramaten hade upphört med sin elevskoleverksamhet 1965. Senare blev hon fast engagerad vid samma teater.
Förutom teatern är Björk verksam som skådespelare på TV och film. Debuten skedde i Flickan vid stenbänken (1989). Bland andra roller märks den som Marie i Peter Dalles Skenbart – en film om tåg (2003), Tove i Fyra nyanser av brunt (2004) och den unga Isabella Vanger The Girl with the Dragon Tattoo (2011).

## Filmer och TV-serier (i urval)
- 1989 – Flickan vid stenbänken
- 1992 – Byhåla 2, avsnitt 5
- 1993 – Chefen fru Ingeborg
- 1995 – Rederiet (TV-serie)
- 1996 – Rusar i hans famn
- 1997 – Larmar och gör sig till (TV-serie)
- 1999 – Jakten på en mördare (TV-film)
- 1999 – Ett litet rött paket (TV-serie)
- 2000 – Pelle Svanslös och den stora skattjakten
- 2001 – Grogg (TV-serie)
- 2003 – Fyra nyanser av brunt
- 2003 – Skenbart – en film om tåg
- 2005 – Harrys döttrar
- 2005 – Varannan vecka
- 2005 – Lovisa och Carl Michael (TV-serie)
- 2006 – Inga tårar
- 2007 – Lögnens pris (TV-serie)
- 2007 – Gynekologen i Askim (TV-film)
- 2008 –  LasseMajas detektivbyrå – Kameleontens hämnd
- 2015 – Bron (TV-serie)
- 2016 – Midnattssol (TV-serie)
- 2017 – Rebecka Martinsson (TV-serie)
- 2019 – Störst av allt (TV-serie)
- 2019 – Toy Story 4 (röst)

## Teater

### Roller (ej komplett)
| År   | Roll                                   | Produktion                                                                    | Regi            | Teater                              |
| ---- | -------------------------------------- | ----------------------------------------------------------------------------- | --------------- | ----------------------------------- |
| 1989 |                                        | Finns vi? Mats Wahl                                                           |                 | Dramaten                            |
| 1990 | Lotta                                  | Amorina Carl Jonas Love Almqvist                                              | Peter Stormare  | Dramaten                            |
| 1991 | Ingert Trollungen Egil, i tredje delen | Peer Gynt Henrik Ibsen                                                        | Ingmar Bergman  | Dramaten                            |
| 1991 | Lisa                                   | Peter Pan J.M. Barrie                                                         | Jackie Söderman | Dramaten                            |
| 1992 | Julia                                  | Tiden är vårt hem Lars Norén                                                  | Björn Melander  | Dramaten                            |
| 1996 | Den nya eleven                         | Lektionen (La leçon) Eugène Ionesco                                           | Hans Klinga     | Dramaten                            |
| 1998 | Lucrecia                               | Celestina (La Celestina) Fernando de Rojas                                    | Robert Lepage   | Dramaten                            |
| 2000 | Hermia                                 | En midsommarnattsdröm (A Midsummer Night's Dream) William Shakespeare         | John Caird      | Dramaten                            |
| 2001 |                                        | Hustruskolan (L'école des femmes) Molière                                     |                 |                                     |
| 2002 |                                        | Leka med elden August Strindberg                                              |                 | Dramaten                            |
| 2003 |                                        | Antigone (Ἀντιγόνη) Sofokles                                                  |                 |                                     |
| 2004 | Emma Persson                           | Valpen Henning Mankell                                                        | Ellen Lamm      | Dramaten/ Strindbergs Intima Teater |
| 2006 |                                        | Blackbird David Harrower                                                      |                 |                                     |
| 2007 | Nora                                   | Ett dockhem (Et Dukkehjem) Henrik Ibsen                                       | Sofia Jupither  | Dramaten                            |
| 2014 |                                        | Gertrud Hjalmar Söderberg                                                     |                 | Dramaten                            |
| 2015 | Våld Io Herakles Kör                   | Den fjättrade Prometheus (Προμηθεὺς Δεσμώτης, Promētheús Desmṓtēs) Aischylos  | Karl Dunér      | Dramaten                            |
| 2016 | Våld Io Herakles Kör                   | Den fjättrade Prometheus (Προμηθεὺς Δεσμώτης, Promētheús Desmṓtēs) Aischylos  | Karl Dunér      | Dramaten                            |
| 2017 | Modern Augusta                         | Molnens bröder Barbro Lindgren                                                | Lars Rudolfsson | Dramaten                            |
| 2019 | Yvonne                                 | Evakuering: De förskräckliga föräldrarna (Les Parents terribles) Jean Cocteau | Rebecka Hemse   | Dramaten                            |
| 2023 | Drottning Atossa Helena Kör            | Perserna/Trojanskorna (Πέρσαι, Persai/Τρῳάδες, Trōiades) Aischylos/Euripides  | Karl Dunér      | Dramaten                            |
| 2024 |                                        | 77 meddelanden till framtiden Jacob Hirdwall                                  | Jacob Hirdwall  | Dramaten                            |
| 2025 | Simone Madeleine Rollet Polis          | Jefferson Jean-Claude Mourlevat                                               | Olle Törnqvist  | Dramaten                            |

### Fotnoter
1. 1 2 3  ”Anna Björk”. Svensk Filmdatabas. http://sfi.se/sv/svensk-filmdatabas/Item/?type=PERSON&itemid=190747&ref=%2ftemplates%2fSwedishFilmSearchResult.aspx%3fid%3d1225%26epslanguage%3dsv%26searchword%3dAnna+Bj%C3%B6rk%26type%3dPerson%26match%3dBegin%26page%3d1%26prom%3dFalse. Läst 14 oktober 2012.